# Vlag van Aalsum

Vlag van Aalsum

De vlag van Aalsum is de dorpsvlag van het Nederlandse dorp Aalsum, in de Friese gemeente Noardeast-Fryslân. De vlag werd in 1988 geregistreerd.
De dorpsvlaggen van 28 dorpen in Dongeradeel werden op 28 januari 1988 goedgekeurd door de gemeenteraad van de vroegere gemeente Dongeradeel.

## Beschrijving
De beschrijving van de vlag is als volgt:
Vlucht schuin gedeeld van blauw en wit; op het midden een rad met zes spaken van het ene in het andere van drie vierde vlaghoogte.
De kleuren zijn afkomstig van het dorpswapen.

## Symboliek

Schuine tweedeling: evenals de kleurstelling overgenomen van het wapen van Oostdongeradeel, de gemeente waar het dorp eertijds tot behoorde.
- Rad: symbool voor de heilige Catharina van Alexandrië wier attribuut een rad is. Daarnaast verwijst het rad naar de radiale vorm van de terp van het dorp.[4]